# Одеська військова авіаційна школа пілотів
Одеська військова авіаційна школа пілотів (2-го формування) — військовий навчальний заклад для підготовки льотного складу ВПС СРСР, після перебазування розташована в місті Бішкек.

## Історія
Школа заснована в Одесі — 06.11.1940 на базі казарменого і квартирного фонду 21 зведеної авіаційної дивізії в м. Одеса.
27.05.41 року Школа повністю розмістилася на базі колишньої Одеської авіаційної школи пілотів імені П. Осипенко, згодом перейменованої в Конотопське військове авіаційне училище
В першій половині липня 1941-го Одеська військова авіаційна школа пілотів була перебазована з Одеси до Сталінграду.
В листопаді 1941 р. школа була перебазована до м. Фрунзе (сучасне м. Бішкек). Після прибуття до Фрунзе в грудні 1941 року по квітень 1942 го Одеська школа пілотів стала налагоджувати навчально-льотної роботи. Навчальні ескадрильї розмістилися на територіях Киргизстану та Казахстану. Штаб школи зайняв приміщення медичного училища
3 січня 1942 року відбувся перший випуск курсантів-пілотів. Більшість випускників цієї школи були відправлені на формування 651-го винищувального авіаційного полку.
5 лютого 1942 року 67 випускників Одеської школи пілотів пройшли урочистим маршем перед фрунзенцями.
В серпні 1945 року школа була перейменована в «Одеське військове училище льотчиків винищувальної авіації ППО Червоної Армії».
15 травня 1947 року училище було прийнято в систему військових вузів ВВС СРСР і переведено на полкову систему.
З червня 1947 року це військове училище отримало нову назву — Фрунзенське військове авіаційне училище льотчиків.

## Викладачі
- Мітельман Яків Борисович — перший командир Одеської військової авіаційної школи пілотів
- Карачковський (Карачківський) Микола Федорович з 1941 по 1960 роки інструктор з фізичної підготовки.
- Курбаналіев АбдулвалІ (Абдувалі) Султангалійович з 1942 р. викладач військової топографії

Військова школа пілотів в роки війни підготувала 1507 льотчиків.
- Одеська ВАШП 1941-1950